# Pentatonix
Pour les articles homonymes, voir Pentatonix (homonymie).
Pentatonix est un groupe vocal formé en 2011 à Arlington (Texas). Il est composé de cinq chanteurs : Kevin Olusola, Kirstin Maldonado, Mitch Grassi, Matt Sallee (remplaçant Avi Kaplan depuis 2017) et Scott Hoying (en). Lauréats de la troisième édition du télé-crochet The Sing-Off,, les membres de Pentatonix ont gagné trois Grammy Awards du meilleur arrangement instrumental ou a cappella.

## Histoire de Pentatonix
Pentatonix démarre avec trois amis, Kirstin Maldonado, Mitch Grassi et Scott Hoying, à la Martin High School à Arlington au Texas.
Entendant qu'une radio locale organise un concours pour rencontrer les acteurs de la série Glee, ils arrangent une version trio de la chanson Telephone et l'envoient. Ils ne gagnent pas le concours, mais attirent l'attention autour de leur école, où le groupe a commencé à se produire. Après que leur version de Telephone a attiré l'attention sur Youtube, ils continuent de se produire.
Scott Hoying et Kirstin Maldonado sont diplômés de la Martin High School en 2010. Scott a étudié à l'université de Californie du sud (USC) pour obtenir une licence en musique populaire tandis que Kirstin a poursuivi une filière de théâtre musical à l'université d'Oklahoma. Grassi, le plus jeune membre du trio, est encore dans sa dernière année d'école secondaire. Pendant qu'il est à l'USC, Hoying rejoint un groupe de chant a cappella appelé SoCal VoCals. Il découvre l'émission The Sing-Off grâce à un autre membre du groupe et est encouragé à participer à l'émission.
À la suite de l'annonce des auditions de The Sing-Off sur la chaîne NBC, Hoying convainc Maldonado et Grassi de se joindre à lui, mais l'émission requiert au moins cinq membres. Ils ajoutent donc deux autres membres, Avi Kaplan et Kevin Olusola, et renomment le groupe Pentatonix. Hoying rencontre Avriel « Avi » Kaplan grâce à un ami commun. Le trio découvre Kevin Olusola grâce à une vidéo sur le site YouTube, où il fait du beatboxing tout en jouant du violoncelle. Le quintette auditionne alors pour l'émission et remporte la compétition.

### Premier album studio et tournée (2012-2013)
Scott Hoying et Kirstin Maldonado abandonnent l'école en vue de remporter The Sing-Off. Après leur victoire, tous les membres déménagent à Los Angeles pour poursuivre leur carrière et enregistrer leurs chansons,. Le but principal du groupe est de devenir le premier groupe a cappella grand public. En janvier 2012, Pentatonix commence à réaliser des interprétations de standards et de chansons populaires sur YouTube. Deux de leurs interprétations, Somebody That I Used to Know de Gotye et We Are Young du groupe Fun, sont devenues virales,.
Un maxi anticipé, PTX Vol. 1, est sorti le 26 juin 2012, et se voit rapidement attribuer la 14e place du Billboard 200,.
Ils vendent 20 000 exemplaires seulement la première semaine de la sortie,. Le groupe fait une première tournée à travers les États-Unis en automne 2012 dans trente villes. Le groupe explique que cette première tournée est une chance de pouvoir rencontrer les fans et l'occasion de comprendre comment faire de la musique vocale pendant 90 minutes.
Le groupe sort un album pour Noël intitulé PTXmas le 13 novembre 2012,,. Ils réalisent pour l'occasion un clip vidéo de la chanson Carol of The bells, extrait de l'album.
Le groupe repart en tournée une deuxième fois à partir du 24 janvier 2013. Celle-ci devait s'arrêter au 11 mai 2013 mais le groupe annonce sur leur site qu'ils la prolongent durant l'été.
Le groupe a collaboré avec d'autres artistes, notamment la violoniste Lindsey Stirling sur les chansons Radioactive du groupe Imagine Dragons et Papaoutai de Stromae.

### PTX Vol. 2et tournée européenne (2013)

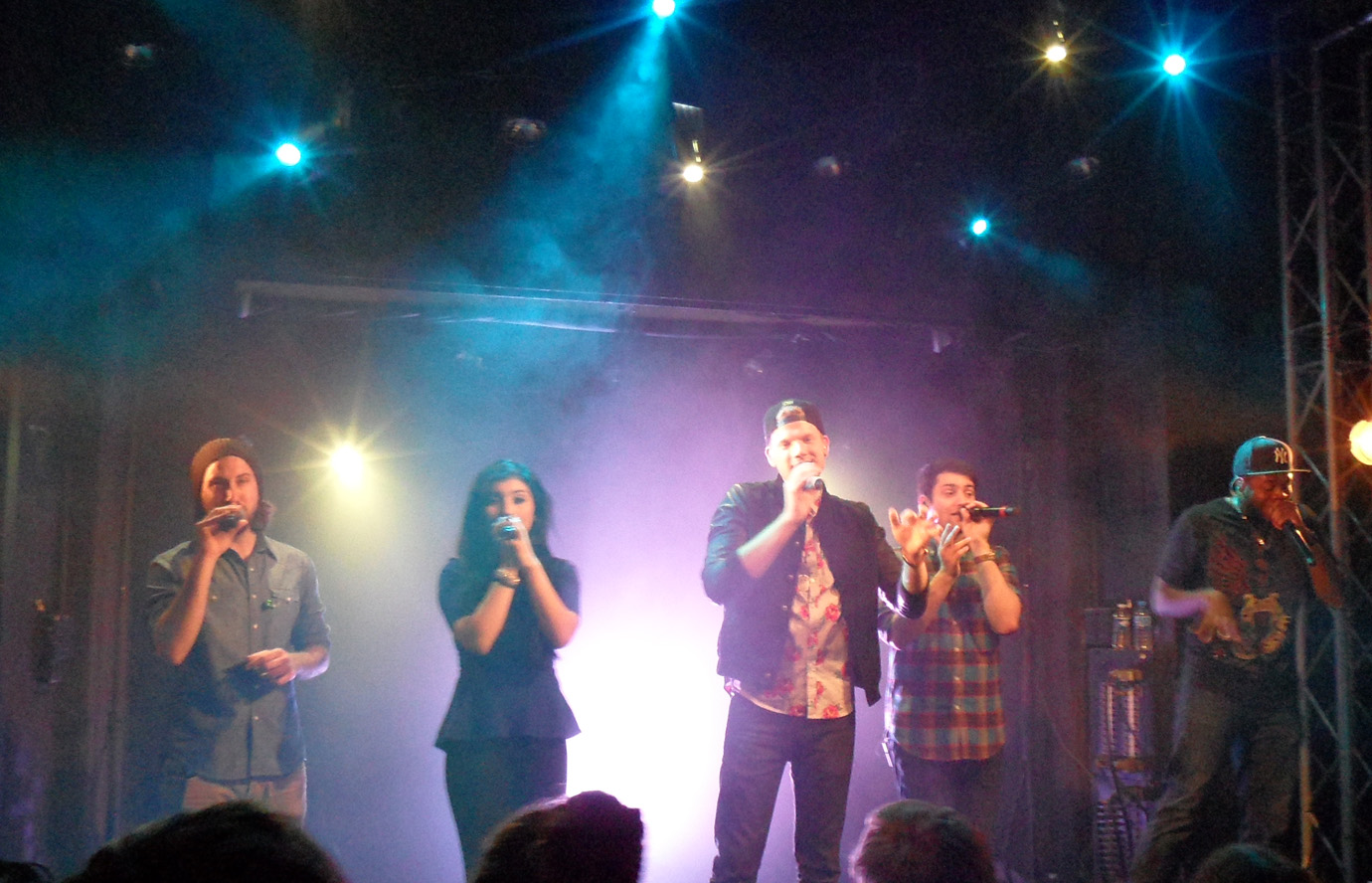
Le groupe en concert à La Flèche d'or à Paris le 17 novembre 2013. De gauche à droite : Avi Kaplan, Kirstin Maldonado, Scott Hoying, Mitch Grassi et Kevin Olusola.

Le groupe annonce le 13 août 2013 sur leur chaîne YouTube PTXVlogs, une tournée européenne. La tournée européenne débute par l'Italie le 12 novembre 2013. Leur premier concert en France a lieu cinq jours plus tard à Paris.
Leur 3e maxi PTX Vol. 2 sort le 5 novembre 2013 sur la plate-forme iTunes. Le premier single tiré de cet album est Can't Hold Us, une reprise de Macklemore et Ryan Lewis. Cet album contient trois chansons originales, un medley de Daft Punk et trois reprises.
Le 19 novembre 2013 sort une version de l'album PTXmas estampillée « Deluxe Edition » avec deux nouvelles chansons, en plus de celles déjà présentes sur l'album PTXmas.

### PTXVol. III(2014)
Le 12 août 2014 sort PTX Vol. III sur iTunes. Ce nouvel album contient sept nouvelles reprises, incluant notamment Papaoutai dont les paroles en français sont chantées par Scott Hoying. En septembre 2014, le groupe met en ligne la reprise de la célèbre chanson de Stromae. À cette occasion, ils invitent Lindsey Stirling, violoniste artiste-performeuse.

### Depuis 2015
Le 8 février 2015, Pentatonix remporte le prix du meilleur arrangement instrumental ou a cappella lors de la 57e cérémonie des Grammy Awards pour leur medley de chansons de Daft Punk.
Ils jouent aussi dans Pitch Perfect 2, sorti le 15 mai 2015 aux États-Unis, où ils font une reprise de la chanson Any Way You Want It de Journey.
Le 28 août 2015, Pentatonix annonce la sortie de leur troisième album le 16 octobre de la même année. Le 4 septembre, ils sortent le premier single de l'album, Can't Sleep Love. Le 9 octobre, ils présentent le deuxième single tiré de l'album, une reprise de Where are Ü Now de Justin Bieber et Jack Ü. L'album débute numéro 1 du Billboard 200 et se vend à plus de 98 000 unités.
Le 24 janvier 2016, le groupe passe le cap des 10 millions d'abonnés sur sa chaîne YouTube.
Le 15 février 2016, le groupe remporte un deuxième Grammy Award du meilleur arrangement instrumental ou a cappella pour leur arrangement de la Danse de la fée Dragée du ballet Casse-noisette.
Le groupe apparaît dans l'épisode 16 de la saison 11 de la série Bones, diffusé au printemps 2016 aux États-Unis, et en juillet 2016 en France. 
Le groupe publie un medley de chansons du groupe japonais Perfume, puis une reprise d'Hallelujah de Leonard Cohen, le 21 octobre 2016, jour de sortie de leur album annuel de noël A Pentatonix Christmas. En un mois, il totalisent près de soixante millions de vues sur YouTube.
Le groupe reprend ABC de Michael Jackson lors de la 59e cérémonie des Grammy Awards le 12 février 2017. Au cours de la soirée, ils remportent un prix dans la catégorie Meilleure Prestation Country par un duo ou un groupe, pour leur reprise de Jolene en collaboration avec la chanteuse Dolly Parton, il s'agit de leur troisième Grammy.
Le 12 mai 2017, Avi Kaplan décide de quitter le groupe pour prendre du temps pour lui,.
En novembre 2017, le groupe interprète le titre Carol of the Bells pour la bande originale du film d'animation L'Étoile de Noël.
En 2018, Pentatonix sort deux albums : "PTX Presents : Top Pop, Vol.I", en avril et "Christmas is here", en octobre. Le groupe sort en 2019, un nouvel album de Noël The Best Of Pentatonix Christmas.
En 2020, le groupe sort un premier album intitulé At home, composé de six titres enregistrés durant la pandémie de Covid-19 ainsi qu'un deuxième album, We Need A Little Christmas, qui est le sixième album de Noël du groupe.
En 2021, le groupe sort son premier album original intitulé The Lucky Ones ainsi que son traditionnel album de Noël Evergreen en octobre, pour lequel il remporte une nomination aux Grammy Awards.
En 2024, ils jouent leur propre rôle dans le film de Noël, Le Rendez-vous de Noël, sorti sur la plate-forme Netflix.

## Discographie
- 2012 : PTX , Volume 1
- 2012 : PTXmas
- 2013 : PTX , Vol. II
- 2014 : PTX , Vols. 1 & 2
- 2014 : PTX , Vol. III
- 2014 : That's Christmas to Me
- 2015 : Pentatonix
- 2016 : A Pentatonix Christmas
- 2017 : PTX, Vol IV
- 2018 : PTX Presents: Top Pop, Vol.I
- 2018 : Christmas Is Here!
- 2019 : The Best of Pentatonix Christmas
- 2020 : At Home
- 2020 : We Need A Little Christmas
- 2021 : The Lucky ones
- 2021 : Evergreen

## Membres

### Frontmen
- Scott Hoying (en) (baryton)
- Mitch Grassi (haute-contre)
- Kirstin Maldonado (mezzo-soprano)

### Basse
- Avi Kaplan (de 2011 à 2017)
- Matt Sallee (depuis fin 2017)

### Beatboxer
- Kevin Olusola

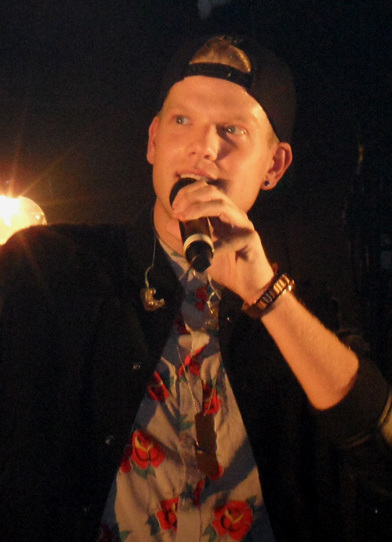
Scott Hoying (en)
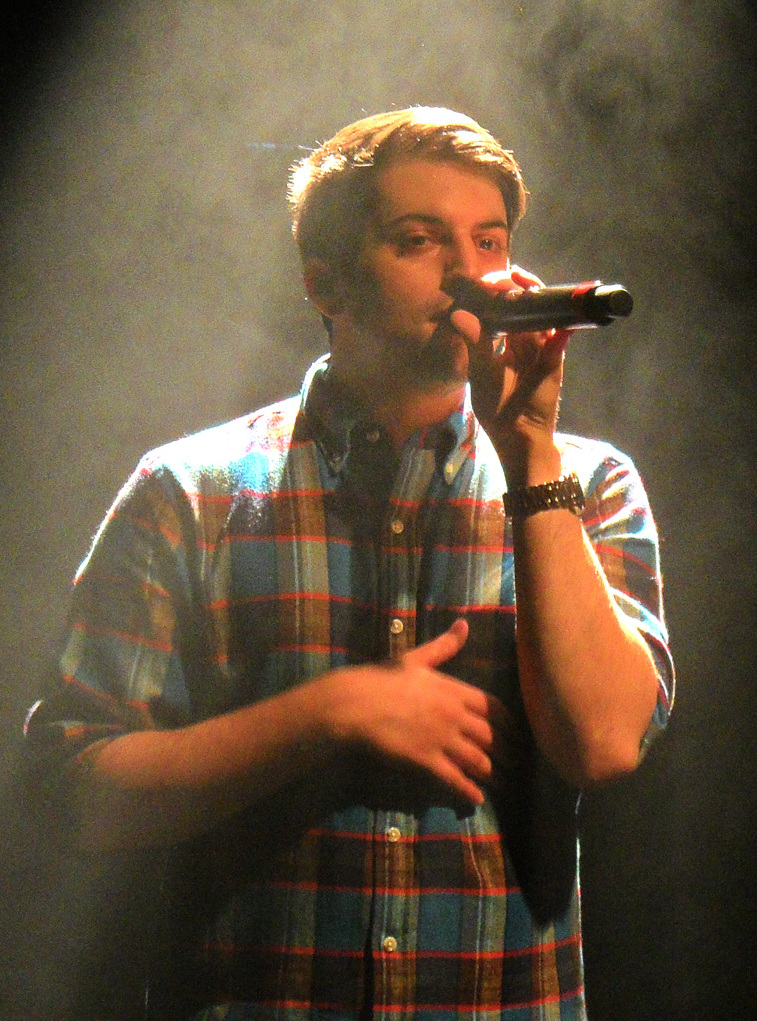
Mitch Grassi
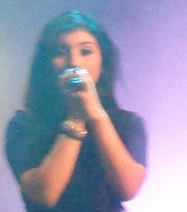
Kirstin Maldonado
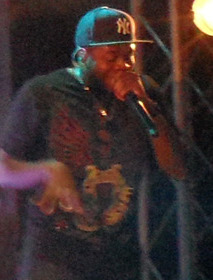
Kevin Olusola
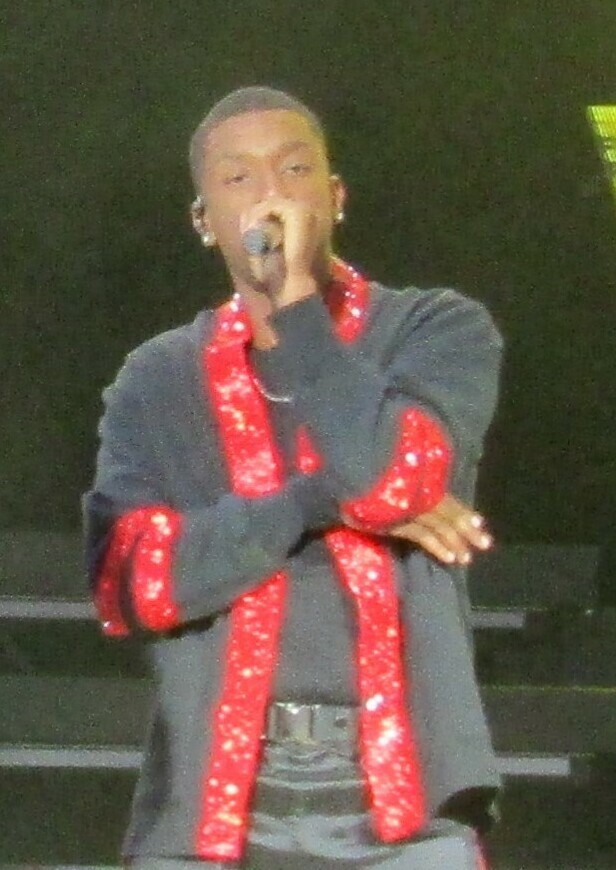
Matt Sallee
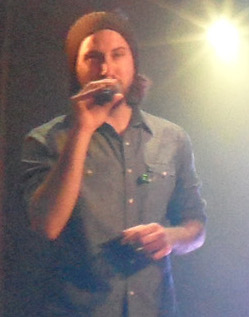
Avi Kaplan (ancien membre depuis 2017)